# História do conceito de raça
O conceito de  raça como uma divisão aproximada dos humanos anatomicamente modernos (Homo sapiens) tem uma história complicada, a palavra raça em si é moderna e foi usada no sentido de "nação, grupo étnico" durante os séculos XVI a XIX e adquiriu seu significado moderno no campo da antropologia física  apenas a partir de meados do século XIX. Com o surgimento da genética moderna, o conceito de raças humanas distintas em um sentido biológico tornou-se obsoleto. Em 2019, a American Association of Physical Anthropologists declarou: "A crença em 'raças' como aspectos naturais da biologia humana e as estruturas de desigualdade (racismo) que emergem de tais crenças estão entre os elementos mais prejudiciais à experiência humana hoje e no passado."

## Etimologia
A palavra "race" (inglês para raça), interpretada como significando um grupo identificável de pessoas que compartilham uma origem comum, foi introduzida no inglês por volta de 1580 partir do do francês antigo rasse (1512) ou do italiano razza. Uma palavra anterior, mas etimologicamente distinta para um conceito semelhante, era a palavra latina "genus", que significa um grupo que compartilha qualidades relacionadas a nascimento, descendência, origem, raça, linhagem ou família; esta palavra latina é cognato com as palavras gregas "genos", (γένος) significando "raça ou tipo" e "gonos", que tem significados relacionados a "nascimento, descendência, linhagem...".

## Antecedentes
Civilização clássica desde a Roma até China tendiam a investir mais importância na familiar ou afiliação tribal em vez da aparência física individual (Dikötter 1992; Goldenberg 2003). As sociedades ainda tendiam a equiparar as características físicas, como cabelo e cor dos olhos, com qualidades psicológicas e morais, geralmente atribuindo as qualidades mais elevadas ao seu próprio povo e as qualidades inferiores ao "outro", sejam as classes inferiores ou estranhos à sua sociedade. Por exemplo, um historiador da Dinastia Hã no século III, no território da China atual descreve os bárbaros de cabelos loiros e olhos verdes como semelhantes aos "macacos dos quais descendem".
Nas antigas concepções grega e romana, predominava sobre a diversidade humana a tese de que as diferenças físicas entre diferentes populações podiam ser atribuídas a fatores ambientais. Embora os povos antigos provavelmente não tivessem conhecimento da teoria da evolução ou da variabilidade genética, seus conceitos de raça poderiam ser descritos como maleáveis. As principais causas ambientais para diferenças físicas no período antigo eram o clima e a geografia. Embora pensadores de civilizações antigas reconhecessem diferenças nas características físicas entre diferentes populações, o consenso geral era que todos os não-gregos eram bárbaros. Essa condição de bárbaro, no entanto, não era fixa: alguém poderia se livrar do status de "bárbaro" simplesmente adotando a cultura grega.

### Antiguidade Clássica

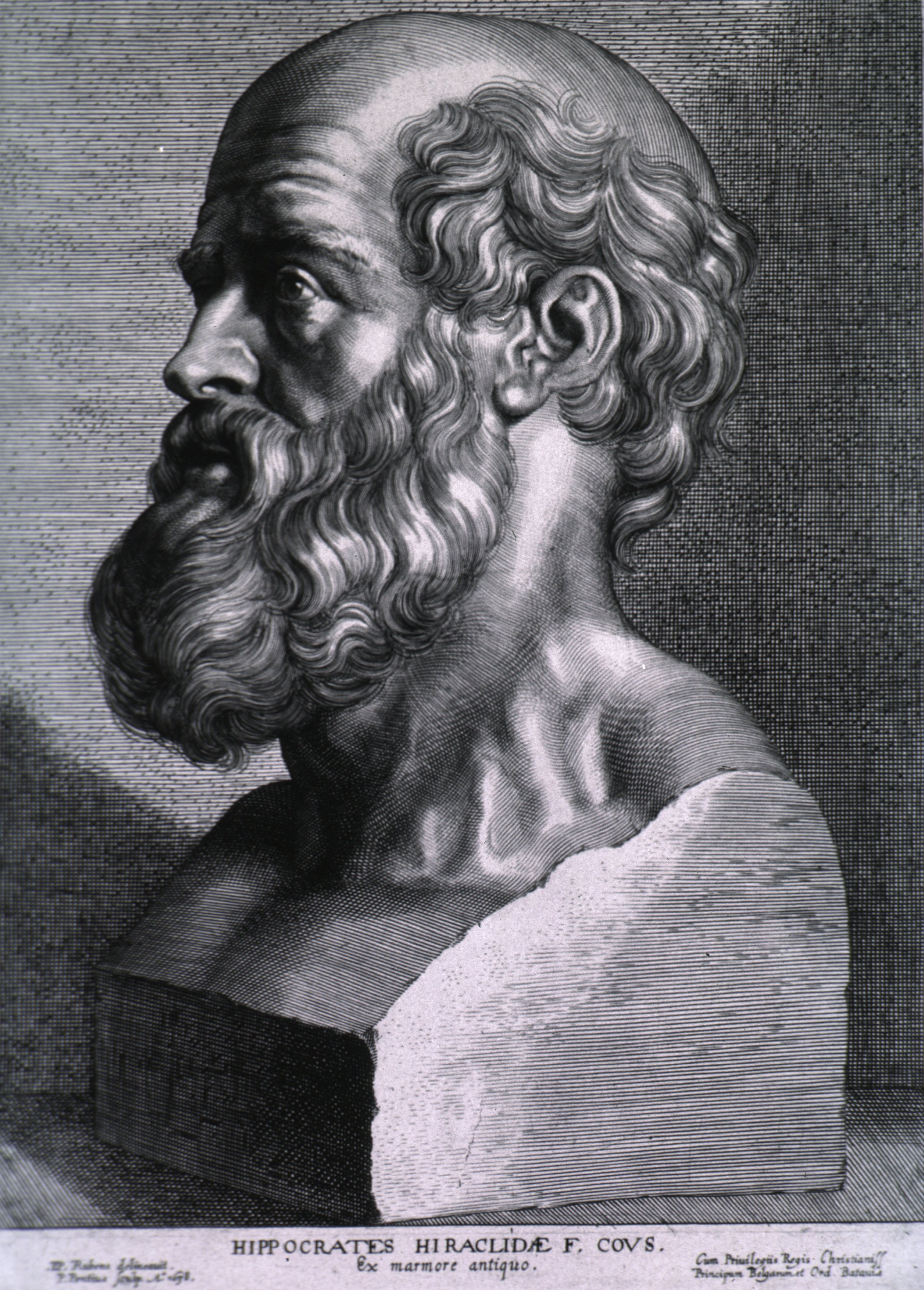
Para Hipócrates, a geografia, o clima de um lugar influenciavam na aparência física e no comportamento de seu povo. Gravura de Paulus Pontius, 1638

Hipócrates acreditava, como muitos pensadores ao longo da história antiga, que fatores como geografia e clima desempenhavam um papel significativo na aparência física de diferentes povos. Ele escreve: “as formas e disposições da humanidade correspondem à natureza do país”. Atribuí diferenças físicas e temperamentais entre diferentes povos a fatores ambientais como clima, fontes de água, altitude e terreno. Ele observou que os climas temperados criaram povos que eram "preguiçosos" e "não aptos para o trabalho", enquanto os climas extremos geraram povos que eram "agudos", "trabalhadores" e "vigilantes". Ele também observou que os povos de países "montanhosos, acidentados, elevados e bem-irrigados" exibiam características "empreendedoras" e "guerreiras", enquanto os povos de países "nivelados, ventosos e bem-irrigados" eram "pouco masculinos" e "gentis "
O imperador romano Juliano considerou as constituições, as leis, as capacidades e o caráter dos povos:
"Venha, diga-me por que os celtas e os alemães são ferozes, enquanto os helenos e os romanos são, em geral, inclinados à vida política e humana, embora ao mesmo tempo, implacáveis e guerreiros? Por que os egípcios são mais inteligentes e mais dados aos ofícios enquanto os sírios não são guerreiros mas afeminados porém ao mesmo tempo inteligentes, temperamentais, vaidosos e rápidos em aprender? Pois, se há alguém que não percebe a razão para essas diferenças entre as nações e declara que tudo isso aconteceu espontaneamente, como, eu pergunto, essa pessoa ainda pode acreditar que o universo é administrado por uma providência?"

## Idade Média
Modelos medievais europeus de raça geralmente misturavam ideias clássicas com a noção de que a humanidade como um todo descendia de Sem, Cam e Jafé, os três filhos de Noé, produzindo distintos povos como os semitas (asiáticos), os camitas (africanos) e os jafetitas(indo-europeus ). A associação entre os filhos de Noé e a cor da pele remonta de pelo menos ao Talmude babilônico, que afirma que os descendentes de Cam foram amaldiçoados com a pele negra. No século VII, a ideia de que os negros africanos eram amaldiçoados tanto com a pele escura quanto com a escravidão começou a ganhar força com alguns escritores islâmicos, à medida que os negros africanos se tornaram uma classe escrava no mundo islâmico.
No século IX, Aljaiz, um filósofo islâmico afro-árabe, tentou explicar as origens das diferentes cores da pele humana, particularmente a pele escura, que ele acreditava ser o resultado do meio ambiente. Ele citou uma região pedregosa de basalto negro no norte de Négede como evidência para sua teoria.
No século XIV, o sociólogo islâmico ibne Caldune, dissipou o relato do Talmud babilônico sobre os povos e suas características como sendo mitos. Ele escreveu que a pele escura era devido ao clima quente da África subsaariana e não devido aos descendentes de Cam terem sido amaldiçoados. Ibne Caldune sugere uma ligação entre a ascensão da almorávidas e o declínio de Gana. Mas, os historiadores não encontraram virtualmente nenhuma evidência de uma conquista almorávida do Gana.

## Início do período moderno
Os cientistas interessados em história natural, incluindo cientistas biológicos e geológicos, eram conhecidos como "naturalistas". Eles  coletavam, examinavam, descreviam e organizavam os dados de suas explorações em categorias de acordo com certos critérios. Pessoas que eram particularmente hábeis em organizar conjuntos específicos de dados de uma maneira lógica e abrangente eram conhecidas como classificadores e sistematistas. Esse processo foi uma nova tendência na ciência que serviu para ajudar a responder questões fundamentais por meio da coleta e organização de materiais para estudo sistemático, também conhecido como  taxonomia.
O filósofo italiano Giordano Bruno (1548–1600) e o filósofo francês Jean Bodin (1530–1596), tentaram um arranjo geográfico rudimentar das populações humanas até então conhecidas com base na cor da pele. As classificações de cores de Bodin eram puramente descritivas, incluindo termos neutros como "cor escura, como marmelo torrado", "preto", "castanho" e "branco suave".

### Século XVII
Os cientistas alemão e inglês, Bernhard Varen (1622-1650) e John Ray (1627-1705) classificaram as populações humanas em categorias de acordo com estatura, forma, hábitos alimentares e cor da pele, junto com qualquer outra características diferenciadoras.

### Século XVIII
No século XVIII, Georges-Louis Leclerc e Lineu eram os principais naturalistas. Um foco importante do avanço científico estava então na classificação das plantas e animais em espécies, sub espécies, famílias e gêneros.
Em 1735, o naturalista sueco Lineu publicou a obra Systema naturae, na qual ele classificou e dividiu as plantas e os animais. Juntamente com os macacos, os seres humanos foram incluidos  no grupo dos primatas. Por sua vez, os seres humanos foram divididos em quatro variedades (varieteter), com base na cor da pele e nos quatro continentes de origem. O termo usado foi variedade, e não raça, uma designação reservada na altura aos animais domésticos. A cada uma destas quatro variedades foram atribuidas características físicas e mentais específicas, modeladas pela cultura e pelo clima. Estas características seguiam o esquema dos quatro temperamentos humanos, dominante nessa época, e as suas descrições foram alteradas nas sucessivas edições da referida obra.

- Americanus (vermelhos; teimosos e alegres)
- Europæus (brancos; musculosos e engenhosos)
- Asiaticus (amarelos; melancólicos e ganaciosos)
- Africanus (negros; preguiçosos e pachorrentos)